# 百済王慶命
百済王 慶命 （くだらのこにしき きょうみょう、? - 嘉祥2年1月22日（849年2月18日））は、百済王教俊の女で、嵯峨天皇の尚侍。源定、源鎮の母。

## 概要
『日本三代実録』源定薨伝に母の慶命は「動くに礼則ありて、甚だ尊異される」とあり、嵯峨天皇の寵愛厚く、源善姫・源定・源鎮・源若姫を生んだ。嵯峨天皇の譲位後、承和元年（834年）に嵯峨が内裏近くの冷然院から洛外の嵯峨院に遷った際には、小院という別宮を与えられた。
嘉祥2年1月22日（849年2月18日）、薨去。従一位を贈られ、豊江王、美志真王、藤原緒数、飯高永雄が喪事を監護した。

## 官歴
- 時期不明：正四位下[5]
- 天長7年（830年）3月12日：正三位[6]。6月24日：特給五十烟[6]
- 承和3年（836年）8月16日：内侍[4]
- 承和8年（841年）11月21日：従二位[4]
- 嘉祥2年（849年）1月22日：薨去。贈従一位[4]

## 系譜
コトバンクによる
- 父：百済王教俊
- 夫：嵯峨天皇
  - 女：源善姫
  - 子：源定[1]
  - 子：源鎮
  - 女：源若姫